# Bertiera angustifolia
Bertiera angustifolia är en måreväxtart som beskrevs av George Bentham. Bertiera angustifolia ingår i släktet Bertiera och familjen måreväxter. Inga underarter finns listade i Catalogue of Life.